# Isla Saint-Lanne Gramont
Isla Saint-Lanne Gramont (en francés: Île Saint-Lanne Gramont) es una isla deshabitada, la segunda más grande de las Islas Kerguelen, situada al norte de península de la Sociedad de Geografía (de la Société de géographie), que posee una superficie de 45,8 km². Alcanza los 480 m en su punto más alto y se encuentra en las coordenadas geográficas 48°55′25″S 69°10′54″E / -48.92361, 69.18167 La isla es alargada y está a lo largo de un eje norte-sur, alcanzando una longitud máxima de 13 km y una anchura máxima de 3 km.